# Guerra della marmitta
Con l'espressione Guerra della marmitta viene ricordato il confronto militare (privo di sostanziali scontri) che oppose, nel 1785, l'Imperatore Giuseppe II d'Asburgo-Lorena e la Repubblica delle Sette Province Unite. Venne così chiamata, poiché la propaganda olandese disse che l'unica 'vittima' del conflitto fu una marmitta, trovata forata da un colpo di proiettile.

## Premesse

### La guerra anglo-olandese
Nell'autunno 1774 ebbe formale inizio la guerra d'indipendenza americana: insorte le tredici colonie ed entrate nel conflitto Francia e Spagna, le Province Unite rifiutarono di onorare il proprio impegno ad appoggiare la Gran Bretagna ed il patriziato commerciale ostile allo statolder Guglielmo V di Orange-Nassau forzò la situazione sino a spingere la corte di San Giacomo ad iniziare la quarta guerra anglo-olandese (1780-1784).
Essa fu, sin dall'inizio, segnata dalla disastrosa impreparazione militare delle Province Unite: essa permise alla Gran Bretagna di occupare molte delle colonie e basi olandesi sparse per il mondo e di bloccare ermeticamente le coste metropolitane, producendo effetti devastanti sul commercio e l'industria dei Paesi Bassi.

### Pace separata fra Francia e Gran Bretagna
Per grande fortuna della Repubblica, tale disastrosa situazione ebbe termine allorché Gran Bretagna e Francia pattuirono il cessate il fuoco in vigore dal gennaio 1783. Le Province Unite si trovarono nella paradossale situazione dell'unico sconfitto fra i vincitori, cosa che permise a Londra (che occupava la gran parte delle colonie olandesi) di pretendere dall'Aia (che non disponeva di alcun mezzo per imporre le proprie condizioni) alcune concessioni territoriali nelle Indie olandesi.
I delegati olandesi non se ne diedero a intendere, sicché la Francia si decise a sottoscrivere un accordo di pace separato: il Trattato di Parigi del 3 settembre 1783, normalmente considerato la fine formale delle ostilità.

## La crisi con l'Austria

### Ultimatum austriaco alle Province Unite
Tale frivola impasse si protrasse sino al maggio 1784, allorché la posizione delle Province Unite venne travolta da una circostanza imprevista: un ultimatum con cui Giuseppe II d'Asburgo-Lorena, pretendeva ampie concessioni territoriali ad ingrandimento dei propri domini nei Paesi Bassi cattolici.
L'ultimatum, ricordato come Sommario delle pretese (Tableau sommaire des prétentions) ingiungeva la cessione di territori nel Limburgo e nelle 'Fiandre Olandesi', la libertà di commercio dai porti belgi con le colonie olandesi. Soprattutto, era pretesa la libera navigazione della Schelda (ovvero la riattivazione del porto di Anversa e, più lontano, di quello di Gand, entrambe bloccati la prima volta nel 1585, con grande danno dei commerci, a vantaggio dei porti delle Sette Province Unite) con connessa demolizione dei forti olandesi su quel fiume.
Si trattava delle storiche pretese che già avevano avvelenato le relazioni delle Province Unite e che, ancora di lì a 40 anni, avrebbero avvelenato le relazioni con il futuro Regno del Belgio, successivamente alla Rivoluzione belga del 1830.

### Breve riconciliazione dei partiti politici olandesi
Tutte, comunque, inaccettabili per le tre fazioni che si contendevano il predominio nella politica interna olandese: il ‘partito dei Patrioti’ in quanto erano in gioco tutte le storiche conquiste delle Province Unite ai danni dei Paesi Bassi cattolici spagnoli, come fissate dal Trattato di Münster del 1648 e dal Trattato di Utrecht del 1713; per il ‘partito Orangista’, che aveva la propria base nelle province terrestri, interessate dalle pretese dell'Imperatore; per il 'partito repubblicano', dal momento che la rinascita del porto di Anversa avrebbe inflitto un danno mortale ai commerci di Amsterdam.
Si può ben affermare che Giuseppe II avesse commesso un vero capolavoro negativo: unire tutti i possibili nemici su una posizione comune: accadde così che i tre partiti si riunissero (per l'ultima volta prima del 1813) in un concorde sforzo di preparazione militare ed azione politica.

## Prime iniziative diplomatiche

### Negoziati diretti a Bruxelles
La rinnovata concordia nazionale delle Province Unite non venne messa alla prova, poiché nessuno all'Aia, né gli Stati Generali, né, tanto meno, lo statolder aveva dimenticato le umiliazioni subite nel corso della disgraziata guerra anglo-olandese, appena conclusa.
Le due parti intavolarono, quindi, dei pour-parler a Bruxelles, a soggetto del Sommario delle pretese. La delegazione imperiale era guidata dal milanese conte di Belgiojoso, in qualità di plenipotenziario nelle negoziazioni.

### Pace con la Gran Bretagna
Al contempo, la diplomazia inglese fu lesta a profittare della situazione per vincere le residue resistenze olandesi a marginali concessioni nelle colonie: il 20 maggio 1784, i plenipotenziari olandesi a Parigi sottoscrissero il trattato di pace, con il quale le Province Unite cedevano la base Nagapattinam, in India, alla Gran Bretagna ed aprivano alle navi britanniche il commercio nelle Indie Orientali Olandesi (o, almeno, nelle Molucche). In cambio Londra restituiva la gran parte dei possedimenti occupati.

### La ricerca di uncasus-belli
La pace con la corte di San Giacomo indebolì la strategia dell'imperatore germanico, che aveva contato sull'acquiescenza britannica alla propria iniziativa, almeno sinché fosse rimasta aperta la contesa con le Province Unite.
Le ferite della guerra erano, però, ben troppo recenti perché l'Aia potesse realisticamente contare sul sostegno di Londra: Giuseppe II non avrebbe, quindi, trovato ostacoli ad un'iniziativa militare nei confronti delle Province Unite, specie se limitata ai territori contesi.
Restava, a questo punto, solo da trovare un adeguato pretesto.

## La "guerra"

### Il tentativo di forzamento del blocco da Anversa
Gli Imperiali decisero, allora, di forzare la situazione, comandando la realizzazione, nel porto in disarmo di Anversa, di tre navi: due mercantili ed il brigantino armato Le Louis.
Il 6 ottobre 1784 il piccolo convoglio lasciò il porto per risalire la Schelda. Il Le Louis era comandato dal capitano Lieven van Isseghem, di Ostenda. Alle sette della sera passò in vista del forte olandese di Cruysschans (o Cruys-Schans), senza rispondere al chi va là! delle sentinelle. Alle 8 della mattina successiva, passò di fronte a Forte Lillo. Un quarto d'ora più tardi, il brigantino venne avvicinato da una scialuppa che pretese indicazioni sul viaggio, ricevendo il rifiuto del capitano.
Poco oltre, di fronte al sito di guarnigione olandese di Saaftingen, venne sorpreso dalla presenza di un brigantino olandese, il De Dolfijn, nascosto di lato. Questa sparò un colpo di cannone a salve. Il van Isseghem arrestò la navigazione, ma rifiutò di offrire indicazioni. Allora il De Dolfijn sparò una palla di cannone, in maniera da non colpire il Le Louis. Il van Isseghem chiese spiegazioni, ed ottenne tre ulteriori colpi, a palle e mitraglia, che danneggiarono il brigantino austriaco in diversi punti. A quel punto si avvicinò un secondo canotto olandese, che minacciò di colare a picco il Le Louis qualora avesse tentato di proseguire verso il mare.
L'indomani, 9 ottobre, una parte dell'equipaggio del De Dolfijn prese pacificamente possesso del Le Louis, mentre il van Isseghem, insieme ad un tenente-capitano ingegnere, tal A. de Launoy, partiva per Bruxelles a riferire alle autorità imperiali.

### Contestuale tentativo di forzamento del blocco dal mare
Contemporaneamente al Le Louis, il percorso inverso venne tentato dal brigantino imperiale le Verwagtige, comandato dal capitano van Pettenhoven, anche lui di Ostenda. Questo venne bloccato, il 15 ottobre, di fronte al porto zelandese di Flessinga dalla squadra navale del vice-ammiraglio Reynst.

### La denuncia dello stato di guerra
Giunta a Vienna notizia degli avvenimenti, Giuseppe II ordinò al proprio ambasciatore all'Aia, barone de Reischach, di lasciare la città 'senza prendere congedo', per meglio marcare il disappunto imperiale. Al contempo, a Bruxelles, il plenipotenziario conte di Belgiojoso comunicò alle proprie controparti che l'imperatore considerava l’'insulto alla propria bandiera' quale una dichiarazione di guerra da parte delle Province Unite.
Il 30 ottobre seguente, gli Stati Generali dell'Aia protestarono contro tale interpretazione dei fatti e ritirarono il proprio ambasciatore a Vienna, conte de Wassenaer. Questi, al contrario del suo omologo de Reischach, chiese udienza di congedo, ma gli venne rifiutata.

### La favola della marmitta
Il casus belli cercato ed ottenuto dall'imperatore aveva, dunque, a che fare con l'insulto alla bandiera, perpetrato dal De Dolfijn. Naturalmente gli olandesi avevano tutto l'interesse a sminuire gli avvenimenti, negando il bombardamento e le minacce di distruzione ai danni del convoglio imperiale.
Fu in tali circostanze che la propaganda olandese prese a far circolare la leggenda della marmitta: a colpire il Le Louis sarebbe stato, dissero, un unico colpo di moschetto, che avrebbe forato una marmitta della Le Louis. Si tratta di una versione in flagrante contraddizione con le circostanze di fatto e, per giunta, caratterizzata da un tono decisamente ridicolo. Ma, tant'è, lo scontro venne tramandato dalla tradizione di quel Paese con il nome burlesco di guerra della marmitta.

### Preparazione bellica austriaca
L'Edmundson sostiene che gli Imperiali avessero in avanzato stato di preparazione un corpo di spedizione forte di ben 80 000 uomini, più che sufficienti a schiacciare le Province Unite, come sarebbe stato dimostrato dagli eventi del settembre-ottobre 1787, quando bastarono 25 000 Prussiani a liberare l'intero Paese dalla Prima Rivoluzione batava.
In ogni caso, egli aveva pianificato la forzatura del blocco come una deliberata provocazione e, mentre inviava ordini al conte di Belgiojoso, comandava anche alla sua armata l'ordine di marcia.

### Preparazione bellica delle Province Unite
La notizia accelerò lo sforzo delle sette province per l'organizzazione di nuovi contingenti militari; gli Stati Generali incaricarono della bisogna il conte de Maillebois. Parimenti si dispiegò l'attività degli Stati Provinciali: ad esempio, il 18 novembre, gli Stati Provinciali della provincia d'Olanda incaricarono il conte di Salm-Kyrburg dell'organizzazione di una piccola armata.
Particolarmente attivo fu il movimento cosiddetto 'dei Patrioti', latore di istanze 'democratiche' e voglioso, di suo, di organizzarsi in vista di una futura sfida al potere dello statolder: la minaccia imperiale offrì loro l'occasione per intensificare la diffusione di 'compagnie di esercitazione' (exercitiegenootschappen), piccoli gruppi di volontari armati che praticavano il tiro con il moschetto e rispondevano ai locali capipartito.

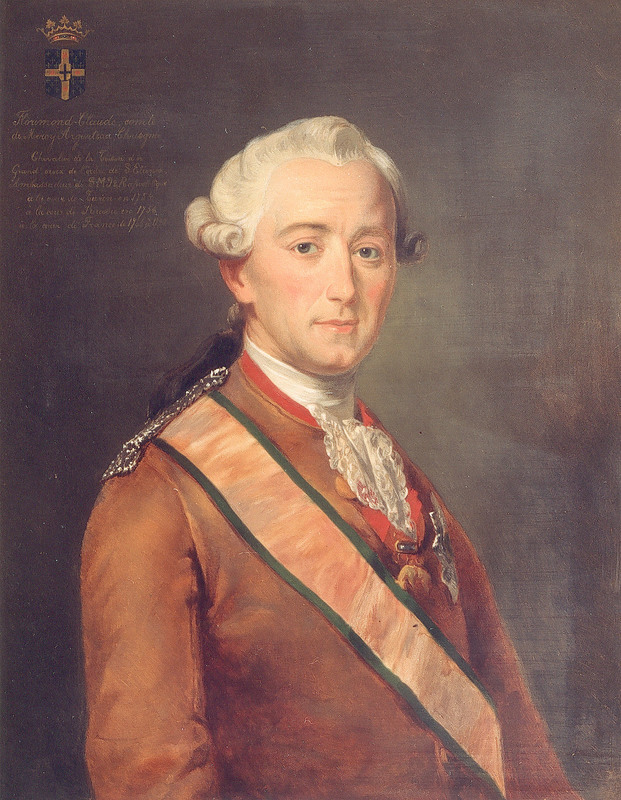
Ritratto dell'ambasciatore austriaco a Parigi, conte Florimond di Mercy-Argenteau

## Risoluzione della crisi

### Le Province Unite chiedono la mediazione francese
Saggiamente, però, le Province Unite misero in campo anche un'azione diplomatica a tutto campo. Già la nomina del de Maillebois era avvenuta su consiglio riservato del re di Prussia Federico Guglielmo II, cognato dello statolder Guglielmo V di Orange-Nassau, ma comunque interessato a contrastare ogni ingrandimento del rivale Giuseppe II.
Di più, esse poterono contare sull'aiuto della diplomazia francese, della quale invocarono la mediazione. L'ambasciatore francese all'Aia, conte de Vergennes, a ragione, convinse la corte di Luigi XVI che, se Parigi avesse rifiutato la mediazione, le Province Unite si sarebbero rivolte a Londra, cosa che avrebbe cancellato l'influenza guadagnata sul piccolo alleato, accanto al quale era stata combattuta la guerra per l'indipendenza delle colonie americane (della quale la guerra anglo-olandese era stata parte).

### Minacce francesi a Vienna
Ne seguì una nota ufficiale, inviata il 27 novembre 1784 dai ministri di Luigi XVI all'ambasciatore di Giuseppe II a Parigi, il conte Florimond di Mercy-Argenteau: la Francia non poteva restare indifferente alle sorti delle Province Unite e dunque si vedeva costretta a radunare truppe sulla frontiera con i Paesi Bassi austriaci e si riservava di intervenire direttamente.
Non è dato valutare la serietà di tale minaccia: in effetti anche la Francia era spossata dalla recente partecipazione alla guerra d'indipendenza americana. Inoltre, l'Impero era il principale alleato della Francia in Europa sin dai tempi della guerra dei Sette anni (1756-1763), condotta da Maria Teresa d'Austria accanto a Luigi XV di Francia, rispettivamente madre della moglie di Luigi XVI Maria Antonietta e nonno del medesimo, ciò che faceva del re di Francia il cognato di Giuseppe II.
In effetti, la nota diplomatica recapitata al Mercy-Argenteau rappresentò solamente un riuscito espediente per impedire uno scontro fra due nazioni amiche di Parigi che, già di per loro, non avevano alcun interesse ad un aperto conflitto.

### Controproposta imperiale
A quel punto Giuseppe II rinunciò alla propria pretesa principale, la libera navigazione sulla Schelda, esigendo però come compenso la cessione di Maastricht e di un notevole distretto sulla Mosa.
Di nuovo, l'ambasciatore de Vergennes convinse Parigi a respingerle. Di fronte a tale umiliazione, il primo ministro dell'imperatore, il principe di Kaunitz, reagì, facendo perquisire le vetture sulle quali viaggiavano due plenipotenziari olandesi in viaggio verso Vienna, il conte di Avassenaer-Twickel ed il barone de Linden, ai quali vennero confiscati alcuni oggetti, che però furono loro restituiti, poco prima dell'ammissione dei due ambasciatori alla presenza di Giuseppe II il 24 luglio 1785 a Vienna.
Ripresi allora i contatti diplomatici a Parigi, gli Imperiali pretesero una compensazione pari a 15 milioni di fiorini. Le Province Unite ne offrirono 5,5. Alla fine se ne pattuirono 10, dei quali 4,5 a carico della Francia.

### Il Trattato di Fontainebleau

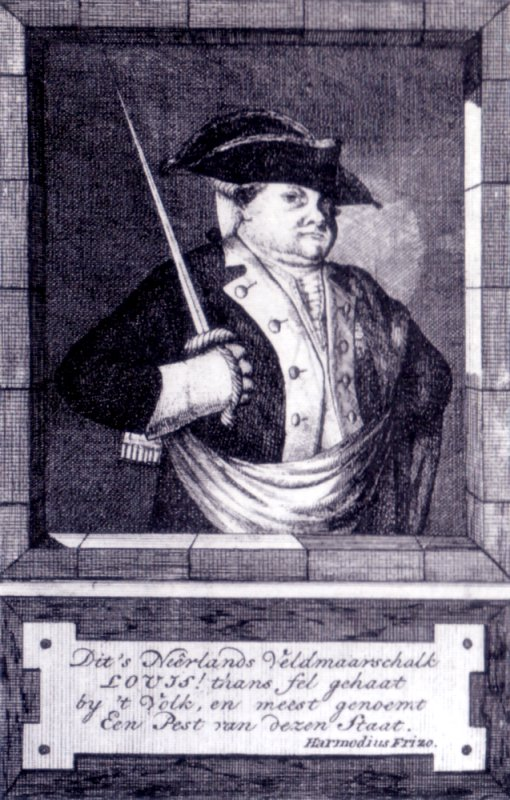
Caricatura olandese del duca Luigi Ernesto di Brunswick-Lüneburg

L'accomodamento venne fissato con apposito trattato, ricordato come 'Trattato di Fontainebleau', firmato l'8 novembre 1785 nell'omonimo castello: le Province Unite mantenevano il blocco della Schelda (e, quindi, impedivano la rinascita del porto di Anversa). Accettavano, però, alcune minori compensazioni territoriali e militari, e pagavano un riscatto di 9 500 000 di fiorini per la rinuncia di Giuseppe II ad ogni residuo diritto su Maastricht.

## Conseguenze

### Alleanza militare difensiva con la Francia
Pochi giorni dopo la firma del trattato, Parigi e L'Aia formalizzarono la propria alleanza (nei fatti risalente alla quarta guerra anglo-olandese) con la firma di una Confederazione Difensiva.

### Durature conseguenze sulla politica interna dei Paesi Bassi
Il discutibile successo internazionale non bastò a riconciliare le diverse fazioni politiche che si contendevano il predominio nelle Province Unite, dividendosi, in particolare, circa l'ambiguo ruolo dello statolder Guglielmo V di Orange-Nassau, in teoria il capo dell'esercito, ma, in effetti, un quasi-monarca dai poteri vagamente limitati, la cui carica era, per giunta, ereditaria.
Anzi, le polemiche ripresero come e più che al tempo della fallimentare guerra anglo-olandese. Ne fece le spese il duca Luigi Ernesto di Brunswick-Lüneburg, il principale cortigiano di Guglielmo V: già ritirato dal 1782 ad Hertogenbosch, della quale era governatore, nel 1784 abbandonò definitivamente il Paese, accusato dai nemici dello statolder di acquiescenza nei confronti del tentativo di Giuseppe II.
Soprattutto, lo scontro civile consentì al partito democratico dei Patrioti di scatenare, nell'agosto 1786, un violento rivolgimento politico che mise in serio pericolo il potere dello statolder Guglielmo V di Orange-Nassau, passato alla storia come Prima Rivoluzione batava.